# Abdullah Ahmad Badawi

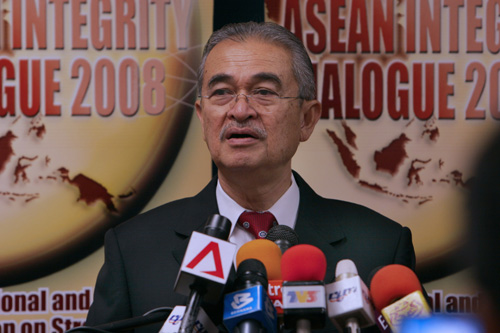
Abdullah Ahmad Badawi

Abdullah Ahmad Badawi, född 26 november 1939 i Kepala Batas nära George Town i Pinang, död 14 april 2025 i Kuala Lumpur, var Malaysias premiärminister mellan 31 oktober 2003, då han efterträdde Mahathir bin Mohamad, och 3 april 2009, då han efterträddes av Najib Tun Razak.